# سيستين
سيستين هو مركب ثنائي الكبريتيد يتكون جراء أكسدة جزيئين من الحمض الأميني سيستئين.
اكتشف السيستين عام 1810 على يد ويليام هايد ولاستن ويتواجد بكثرة في خلايا جهاز المناعة والشعر والجلد. فيتكون الشعر والجلد من 10 إلى 14 بالمئة من السيستين.
بعض أنواع الحصى الكلوية تتكون من مادة السيستين.
يحوي المركب على جسر كبريتي S-S في بنيته.